# Robiacina
La robiacina (gen. Robiacina) è un mammifero artiodattilo estinto, di incerta collocazione sistematica. Visse tra l'Eocene medio e l'Eocene superiore (circa 42 – 35 milioni di anni fa) e i suoi resti fossili sono stati ritrovati in Europa.

## Descrizione
Questo animale doveva essere di piccole dimensioni (della taglia di una lepre) e l'aspetto doveva richiamare quello degli artiodattili primitivi come Diacodexis o Dichobune, con lunghe zampe e una lunga coda. La dentatura era costituita da molari superiori a sezione triangolare, dotati di conuli, un ectolofo a forma di W, pareti labiali di paracono e metacono (quest'ultimo situato più lingualmente). Il terzo premolare superiore era dotato di una cuspide linguale, mentre il quarto era triangolare e con una cuspide linguale bunodonte connessa al parastilo. I molari inferiori erano dotati di cuspidi labiali a mezzaluna. Il quarto premolare inferiore (e in misura minore anche il terzo) tendevano a essere molariformi. 

## Classificazione
Il genere Robiacina venne descritto per la prima volta nel 1969 da Sudre, sulla base di resti fossili ritrovati nella zona di Robiac, in Francia (regione di Languedoc-Roussillon), in terreni dell'Eocene medio. La specie tipo è Robiacina minuta, ma a questo genere sono state attribuite altre specie: R. lavergnensis e R. quercyi della Francia, e R. weidmanni della Svizzera (Mormont Eclepens). Altri fossili di Robiacina sono stati ritrovati in Spagna.  
Robiacina non gode di una classificazione chiara: i caratteri primitivi della dentatura richiamano per certi versi gli anoploteriidi, e per altri i cainoteriidi. In ogni caso, Robiacina sembrerebbe un membro basale di entrambe le famiglie, e potrebbe essere molto vicino all'antenato comune ai due gruppi. 